# 403e régiment d'infanterie
Le 403e régiment d'infanterie (403e RI) est un régiment d'infanterie de l'Armée de terre française constitué en 1915 avec des éléments provenant des dépôts des 3e et 6e régions militaires (Rouen et Châlons-sur-Marne).
Les régiments dont le numéro est supérieur à 400 sont des régiments de marche.

## Création et différentes dénominations
- 21 mars 1915 : Constitution du 403e régiment d'infanterie (à trois bataillons) au camp de Mailly avec des éléments venus des dépôts de la  3e région militaire et de la 6e région militaire.

## Chefs de corps
- 21 mars 1915 - 14 juin 1916 : lieutenant-colonel Pernot
- 14 juin - 20 juillet 1916 : commandant Bastien (par intérim)
- 20 juillet 1916 - 22 avril 1917 : colonel Roland-Cadet. Le 10 novembre 1916, au quartier général de la Ve armée à Jonchery, le colonel Roland-Cadet reçoit des mains de SAR le prince Arthur de Connaught l'Ordre des compagnons de Saint-Michel et Saint-Georges.
- 22 avril 1917 - 21 avril 1919 : lieutenant-colonel Collet

## Historique des garnisons, combats et batailles du403eRI

### Première Guerre mondiale

#### Affectations
- 151e Division d’Infanterie d’avril 1915 à novembre 1918.

#### 1915
- Mars – juillet : Somme : entre Bray-sur-Somme et Fricourt
- Ville-sur-Tourbe.  Bataille de Champagne : Ville-sur-Tourbe (25 sept.), Bois d'Heuzy, Souain.

#### 1916
- Champagne : Souain

- Verdun : Bataille de Verdun : Bras-sur-Meuse, Louvemont, Thiaumont (27 mai - 10 juin), bois Fumin.

#### 1917
- Mars – avril : secteur de Reims: Bétheny
- 15 avril : Bataille du Chemin des Dames.
  - Les Cavaliers de Courcy. Offensive du 16 avril : secteur de Reims ; les Cavaliers de Courcy : à 6 heures du matin les compagnies du 403e s'emparent du saillant faisant un grand nombre de prisonniers puis repoussent un bombardement et une contre-attaque à 6h40 puis tout au long de la matinée jusque dans la soirée ou les Allemands bombardent, et contre-attaquent avec des « projections de liquides enflammés ». Malgré 17 contre-attaques, à 23 heures, les objectifs du régiment ont été atteints et conservés et 200 prisonniers ont été capturés.
  - 17 avril : à 5 h 30 un nouveau bombardement suivi d'une nouvelle contre-attaque qui échoue.
  - 18 au 21 avril : bombardement, attaques allemandes et combats à la grenade se succèdent, sans avantages notables. Les portions perdues sont reconquises.
  - 22 avril : le 403e est relevé par 293e RI.
  - Durant le séjour dans ce secteur les pertes éprouvées par le régiment sont de 444 officiers et soldats : tués 84 (1 officier et 83 hommes), blessés 331 (7 officiers et 324 hommes) et 29 disparus.
- 31 août - 5 septembre : Hurtebise, Craonne. Le 31 août, à 19 heures, après une préparation méticuleuse de la part du général Pierre des Vallières, commandant la 151e division d'infanterie, les deux premiers bataillons du 403e RI, se lancent à l'assaut des hauteurs en direction de la ferme d'Hurtebise, sur le Chemin des Dames.

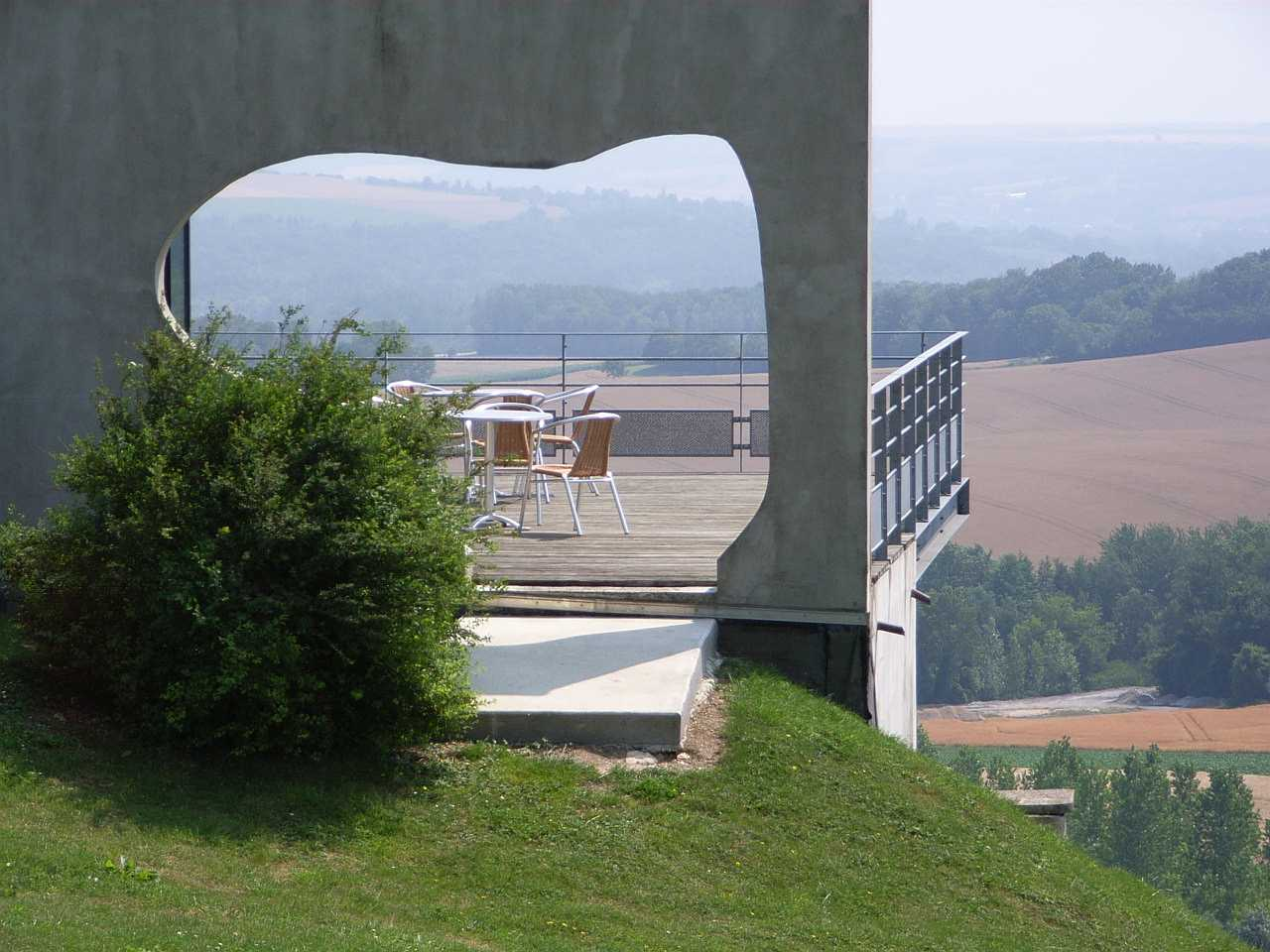
La caverne du Dragon, aujourd'hui musée. C'est depuis la vallée que l'on voit à l'arrière-plan que s'élança le.

Ils atteignent leur objectif une heure plus tard après s'être emparés de la caverne du Dragon position jugée inexpugnable dans les creutes calcaires. Les contre-attaques allemandes lancées le 1er et le 2 septembre seront repoussées. Le 403e RI sera alors relevé par son « régiment frère », le 410e. Cet exploit vaudra au 403e une seconde citation à l'ordre de l'armée.
- Novembre :  Aisne : Vaudesson

#### 1918
- 27 mai 1918 : Seconde bataille de la Marne

- Aisne : Folembray, Coucy-le-Château, Quincy-Basse (avril), Terny-Sorny (mai), Ambleny, Dommiers, Cutry (3-8 juin).

L'ensemble de la 151e division tient alors des positions sur le front entre l'extrémité ouest du Chemin des Dames et approximativement Coucy-le-Château. C'est justement l'un des principaux axes de l'offensive allemande, qui se déclenche le 27 mai. La division se trouve dans une position délicate, car elle doit faire face à des adversaires dont la supériorité numérique est écrasante. Le 403e RI (comme le 410e) opposera une vive résistance, mais sera contraint de reculer constamment depuis une ligne Terny-Sorny-Juvigny jusqu'à Fontenoy, au nord-ouest de Soissons, puis de là jusqu'à Laversine et Cutry au sud-ouest de Soissons. Les combats ont été d'une rare violence et les pertes françaises sont considérables. Le général Pierre des Vallières, venu se rendre compte de la situation, a été tué le 28 mai près de Terny-Sorny. Au 8 juin au soir, pour le seul 2e bataillon du 403e, sur 16 officiers présents le 27 mai, un seul est indemne… Quatre ont été tués, deux ont été faits prisonniers, neuf autres sont blessés et hospitalisés.
- Sainte-Marie-à-Py (26 septembre).

- 25 octobre : attaque de la ligne Hundling-Stellung[2]

## Drapeau
Il porte, cousues en lettres d'or dans ses plis, les inscriptions suivantes :
- Verdun 1916
- L'Aisne 1917-1918
- Somme-Py 1918

Il obtient la fourragère aux couleurs de la Croix de guerre 1914-1918, avec deux citations à l'ordre de l'armée, le 3 septembre 1918.

## Personnages célèbres ayant servi au403eRI
- Charles Fillion, sous-lieutenant conseiller municipal du 17e arrondissement de Paris.

## Sources et bibliographie
- Historique du 403e régiment d'infanterie. 1915-1919, Rouen, H. Defontaine, 1920, 32 p., lire en ligne sur Gallica.